# Heinkel HE 12
O Heinkel HE 12 foi um hidroavião construído pela Heinkel em 1929, na Alemanha, cuja missão era a de ser lançado por meio de uma catapulta de um navio para levar correio. Anos mais tarde, uma versão melhorada foi construída, designada Heinkel He 58.